# Collyria distincta
Collyria distincta är en stekelart som beskrevs av Izquierdo och Rey del Castillo 1985. Collyria distincta ingår i släktet Collyria och familjen brokparasitsteklar. Inga underarter finns listade i Catalogue of Life.